# Hans Paul (Politiker)
Hans Paul (* 1871 in Wien; † 2. Dezember 1948 in Graz) war von 26. November 1920 bis 21. Mai 1927 Landesrat und von 21. Mai 1927 bis 23. April 1928 Landeshauptmann der Steiermark.
Der Ingenieur gehörte der Christlichsozialen Partei an.
Hans Paul hatte ab 1914 eine Professur an der Technischen Hochschule Graz inne. An dieser Hochschule fungierte er in den Jahren 1919 bis 1920, 1922 bis 1923 und 1935 bis 1936 auch als Rektor.
Er ist auf dem St.-Leonhard-Friedhof in Graz beigesetzt.